# 松坪線
松坪線（朝鲜语：／ Songp'yŏng sŏn */?）是朝鮮民主主義人民共和國咸镜北道清津市的一條鐵道線路，站點為松坪站到康德站。

## 路线概况
- 距离：2.4km
- 车站数：2
- 轨距：1435mm
- 电气化区间：直流3kV
- 复线区间：无